# Filippus (apostel)

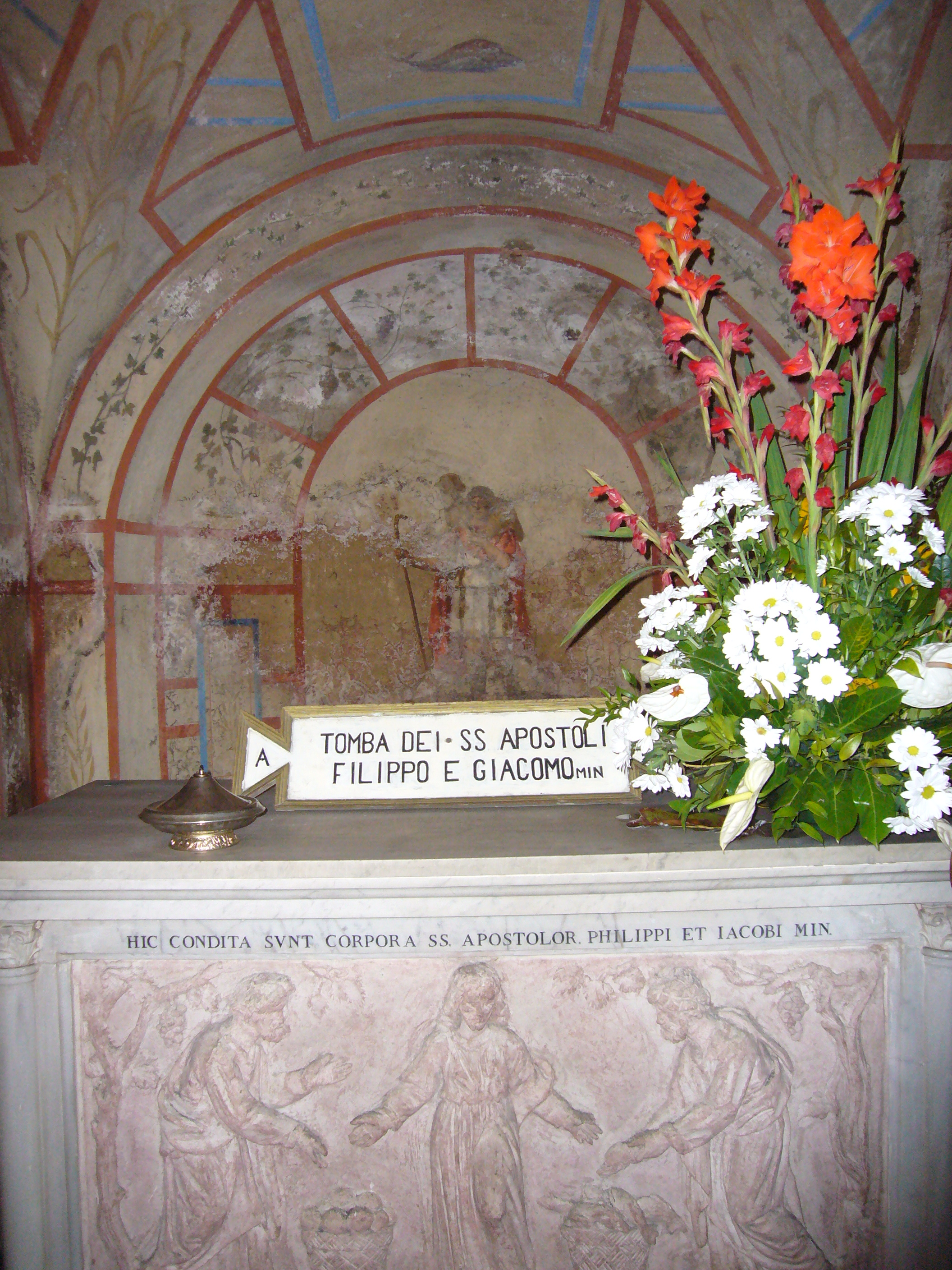
Graf van de apostelen Filippus en Jacobus in de Santi XII Apostoli te Rome

Filippus (Grieks: Φίλιππος; Aramees: ܦܝܠܝܦܘܣ; Koptisch: ⲫⲓⲗⲓⲡⲡⲟⲥ, Philippos) was een van de twaalf apostelen van Jezus.
Sommige kerkvaders namen aan dat de apostel Filippus dezelfde persoon was als de Filippus de Evangelist uit Handelingen, maar dat is niet zeker.

## Filippus in het Nieuwe Testament
Alle evangeliën noemen Filippus in de opsomming van de twaalf apostelen, maar hij treedt alleen op in het Evangelie volgens Johannes. Hierin nodigde Jezus Filippus als een van de eersten uit zijn leerling te worden. Filippus woonde in Betsaïda, net als de broers Andreas en Petrus. Hij introduceerde Jezus aan Natanaël (Johannes 1:43-51), waarvan soms werd gedacht dat hiermee Bartolomeüs werd aangeduid.
Jezus stelde Filippus op de proef door te vragen waar ze brood konden kopen voor 5000 mensen. Filippus dacht hierbij alleen aan de prijs en antwoordde dat dit het loon van een jaar zou zijn (Johannes 6:5-7).
Filippus zorgde ervoor dat een aantal Grieken Jezus kon ontmoeten (Johannes 12:20-22).
Tijdens het Laatste Avondmaal vroeg Filippus Jezus de Vader te tonen, waarop Jezus antwoordde: "Wie mij gezien heeft, heeft de Vader gezien" (Johannes 14:8-21).
In Handelingen 1:13 wordt hij nog genoemd in een lijst van apostelen.

## Buitenbijbelse overlevering
Volgens de overlevering werkte Filippus verder in Griekenland en in het Nabije Oosten en verrichtte hij wonderen. Zo riep hij in Scythië een draak op wanneer de heidenen hem wilden verplichten aan een beeldje van Mars te offeren. De draak doodde de zoon van de bisschop die het offervuur aanstak, en de dienaren die Filippus vasthielden. Filippus zei dat als het volk het Marsbeeldje zou vernietigen en een Jezusbeeld in de plaats zou zetten, de doden zouden herrijzen en de zieken genezen zouden worden.

### Marteldood

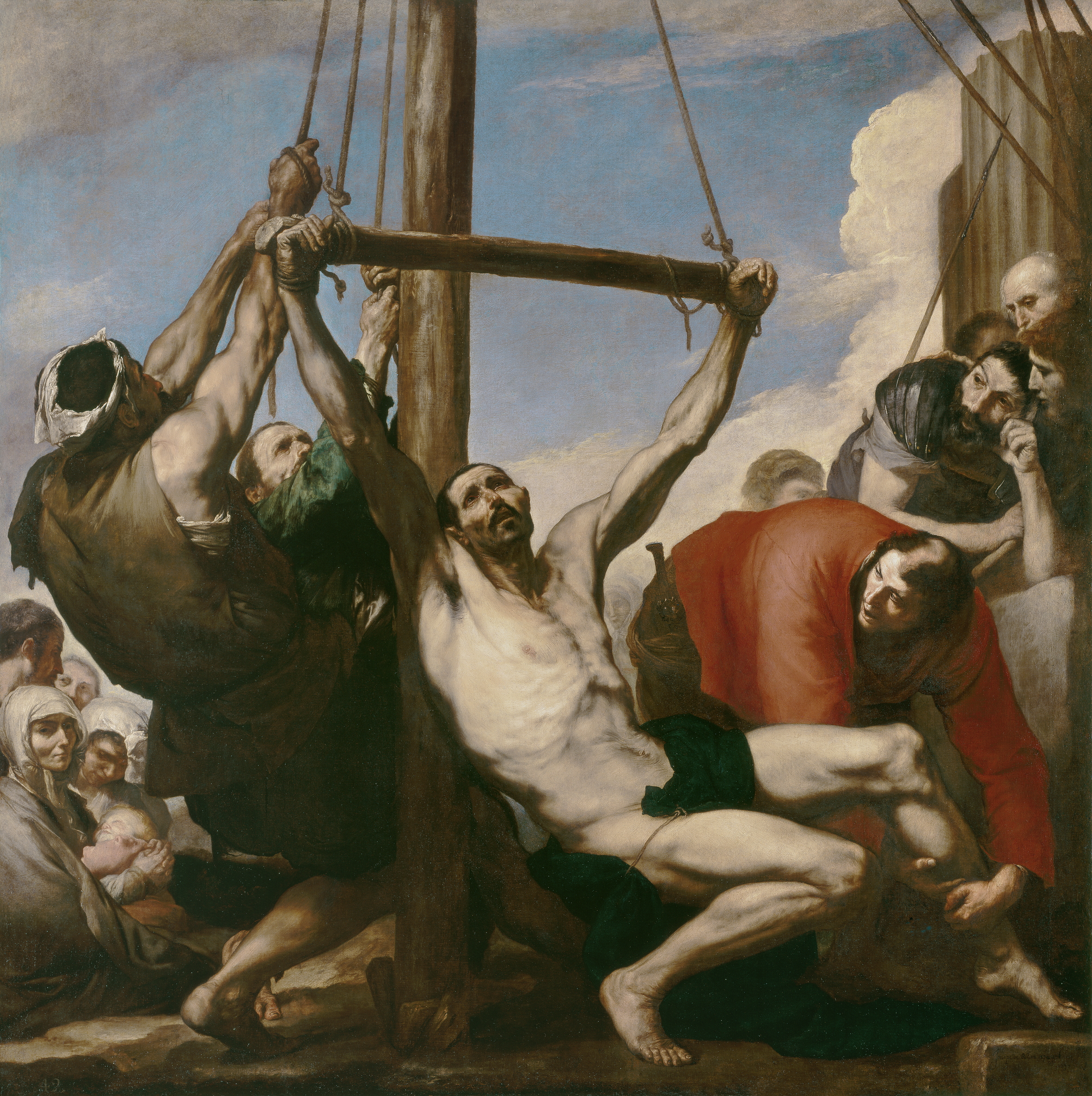
Het martelaarschap van de apostel Filippus door José de Ribera

Filippus stierf de kruisdood (aan een T-vormig kruis) nadat hij in Frygië het evangelie verkondigde samen met Bartolomeüs. In een tempel gewijd aan slangenverering doodde hij een reuzenslang en heelde hij de slangenbeten bij de bevolking door middel van gebed. De priester van de tempel en de gouverneur van de stad zorgden ervoor dat Filippus gekruisigd werd. Terwijl Filippus en Bartolomeüs aan het kruis gehangen werden, deed zich een aardbeving voor, die Filippus tegenhield door te bidden. Daarop eiste het volk zijn vrijlating. Iedereen wist te ontsnappen, enkel Filippus, de priester en de gouverneur kwamen om.
Een afwijkend martelverhaal is te vinden in de 4e-eeuwse Handelingen van Filippos, waarvan in 1974 een nagenoeg volledige versie is teruggevonden in het Xenofontosklooster. Volgens dit verhaal bekeerde Filippus door zijn prediking en miraculeuze genezingen de vrouw van de proconsul van Hierapolis. De proconsul was kwaad en liet Filippus, zijn zus Mariamne en zijn gezel Bartholomeüs martelen. De twee mannen werden ondersteboven gekruisigd, terwijl Filippus bleef prediken. Dit had tot gevolg dat de menigte Bartholomeüs bevrijdde van het kruis, maar Filippus drong aan hem te laten hangen en stierf zo de kruisdood.

## Heiligenverering
Op 1 mei 570 werden de relieken van Filippus begraven in Rome in de kerk die later werd herbouwd als de Santi XII Apostoli. Dat werd in de Rooms-Katholieke Kerk de feestdag van de heilige. Nadat de socialisten op 1 mei de Dag van de Arbeid begonnen te vieren, plaatste paus Pius XII Sint-Jozef Werkman op 1 mei en verschoof Filippus naar 11 mei. Uiteindelijk kwam de viering van zijn feestdag terecht op 3 mei. In de orthodoxe kerken is het op 14 november. Hij is de patroonheilige van Uruguay, Dieppe, Philippeville, Sint Philipsland, Speyer, Sorrento en Brabant, en verder van de hoedenmakers, marktkramers en banketbakkers.

## Evangelie van Filippus
In 1945 werd onder de Nag Hammadigeschriften een Koptische vertaling aangetroffen van een Evangelie van Filippus. De oorspronkelijke, nooit gevonden, Griekse tekst dateert van de tweede helft van de tweede eeuw. De naam van de apostel wordt in de tekst maar eenmaal benoemd. 
Er is consensus op het vakgebied dat een aanzienlijk deel van de tekst ontleend moet zijn aan het gedachtegoed van het valentinianisme, dat in de Romeinse oudheid de meest verbreide en invloedrijke stroming binnen de gnostiek was. 
Veel van de tekst van dit evangelie is gerelateerd is aan een vorm van catechese inzake de sacramenten die bij het valentinianisme gebruikelijk waren. Er worden in de tekst vijf sacramenten genoemd. In de tekst staat "De Heer heeft alles volbracht in een geheimenis: doop, zalving, eucharistie, verlossing en bruidsvertrek". Bij elkaar wordt dat "het mysterie" genoemd waardoor "de Heer alles volbracht". De eerste drie sacramenten waren algemeen christelijke rituelen. De laatste twee, verlossing en bruidsvertrek, waren kenmerkend voor het valentinianisme.

## In de kunst
In de iconografie heeft Filippus de volgende attributen: lang (meestal T-vormig) kruis, brood en vis, Marsbeeldje, draak, slang, boek of rol (met de tekst descendit ad inferna, "hij daalde af in de hel").
Beroemde schilderijen van de H. Filippus zijn:
- El Greco: De apostel St. Filippus, 1606, olieverf op doek, 97 × 77 cm, Museo del Greco, Toledo
- Antoon van Dyck: De apostel Filippus, ca. 1619-1621, Kunsthistorisches Museum, Wenen
- José de Ribera: Het martelaarschap van de apostel Filippus, 1639, Museo del Prado, Madrid